# Guglielmo Embriaco
Guglielmo Embriaco (narozen kolem roku 1040) byl janovský obchodník a admirál. Jeho flotila roku 1099 dorazila do Svaté země na pomoc první křížové výpravě a měla lví podíl na finálním dobytí Jeruzaléma franskými křižáky.
Gugliemo se narodil nejspíše na konci třicátých let 11. století, avšak on ani jeho činy nebyli nikterak významnými, dokud v červnu roku 1099 se svým bratrem Primem di Castellem nepřipluli se dvěma janovskými galérami a čtyřmi anglickými kogami do palestinského přístavu Jaffa, který již drželi křižáci. Embriacova expedice byla zcela soukromým podnikem. Po přistání v Levantě obklíčilo egyptské loďstvo Jaffu a Gugliemo, jeho bratr i posádky lodí byli donuceny zde zůstat a připojit se k obléhání Jeruzaléma. Lodě byly následně rozebrány a materiál posloužit k výrobě obrovských obléhacích věží, díky kterýmž 15. července roku 1099 Jeruzalém padl.
Embriaco se dále se svými několika sty muži pod svým velením účastnil znovudobývání Jaffy, a 12. srpna také bitvy u Askalonu, kde velel křižáckým námořním silám. Poté se i se svým bratrem vrátil do Janova spolu s dopisy od nového křižáckého vládce Jeruzaléma Godefroie z Bouillonu a jeruzalémského patriarchy Daimberta, popisující úspěch křížového tažení i naléhavé žádosti o posily do Svaté země. Embriaco dorazil do Itálie 24. prosince, kde byl za své zásluhy odměněn titulem consul exercitus Ianuensium (konzul janovské armády) a obratem poslán s velkou flotilou válečných a zásobovacích galér i početnou vojenskou posádkou zpět na východ. 1. srpna 1100 se mimo jiné nalodil na Embriacovu flotilu biskup z Ostie ve funkci nového papežského legáta.
Po svém druhém příjezdu do Palestiny se setkal s novým jeruzalémským vládcem, který již nosil královský titul, Balduinem I v Laodicei, kde naplánovali společnou vojenskou akci na jaro příštího roku. Janovské loďstvo v Laodicei přezimovalo, ale i tak se několikrát muselo vypořádat s útoky saracénských korzárů. V březnu 1101 dal Embriaco rozkaz k vyplutí z Laodicey, vyhnul se velkému egyptskému loďstvu operujícímu poblíž Haify a Janované na Velikonoční pondělí přistáli v Jaffě. Zde se znovu setkal s králem Balduinem, se kterým oslavil velikonoční svátky a vykonal obřadní koupel v řece Jordán. Janované si na králi vymohli příslib, že jeden z kořistnických nájezdů křižáků bude směřovat na město Arsuf. Ten jim vyhověl a město skutečně 9. května po třídenním obléhání padlo. 17. května byla poté křižáky dobyta i Caesarea. Tisíce Arabů zde bylo v mešitě vzáno jako rukojmí a za své propuštění a bezpečnost museli Janovanům zaplatit výkupné.
V červenci 1101, poté, co uzavřel smlouvu s Tankredem, knížetem z Galileje, odplul zpět do Evropy. U Jónských ostrovů se janovské loďstvo setkalo s byzantskou flotilou. Admirál Embriaco se proto vylodil na Korfu, aby do hlavního města Byzance Konstantinopole vyslal své zástupce. V říjnu poté triumfálně vstoupil do Janova. V únoru 1102 byl zvolen janovským konzulem, ale to je již poslední zmínka o Gugliemovi Embriacovi, kterou historie zanechala.